# Cocotoni
Cocotoni es una población ubicada a orillas del lago Titicaca, en el departamento de La Paz, Bolivia. Se encuentra en la pr
ovincia de Omasuyos, dentro del municipio de Achacachi, a una altitud de 3.874 metros sobre el nivel del mar. Además de las autoridades y la jurisdicción estatal también tiene su propia organización social estructurada bajo las autoridades originarias del Cantón Janco Amaya, Sub Central Cocotoni.

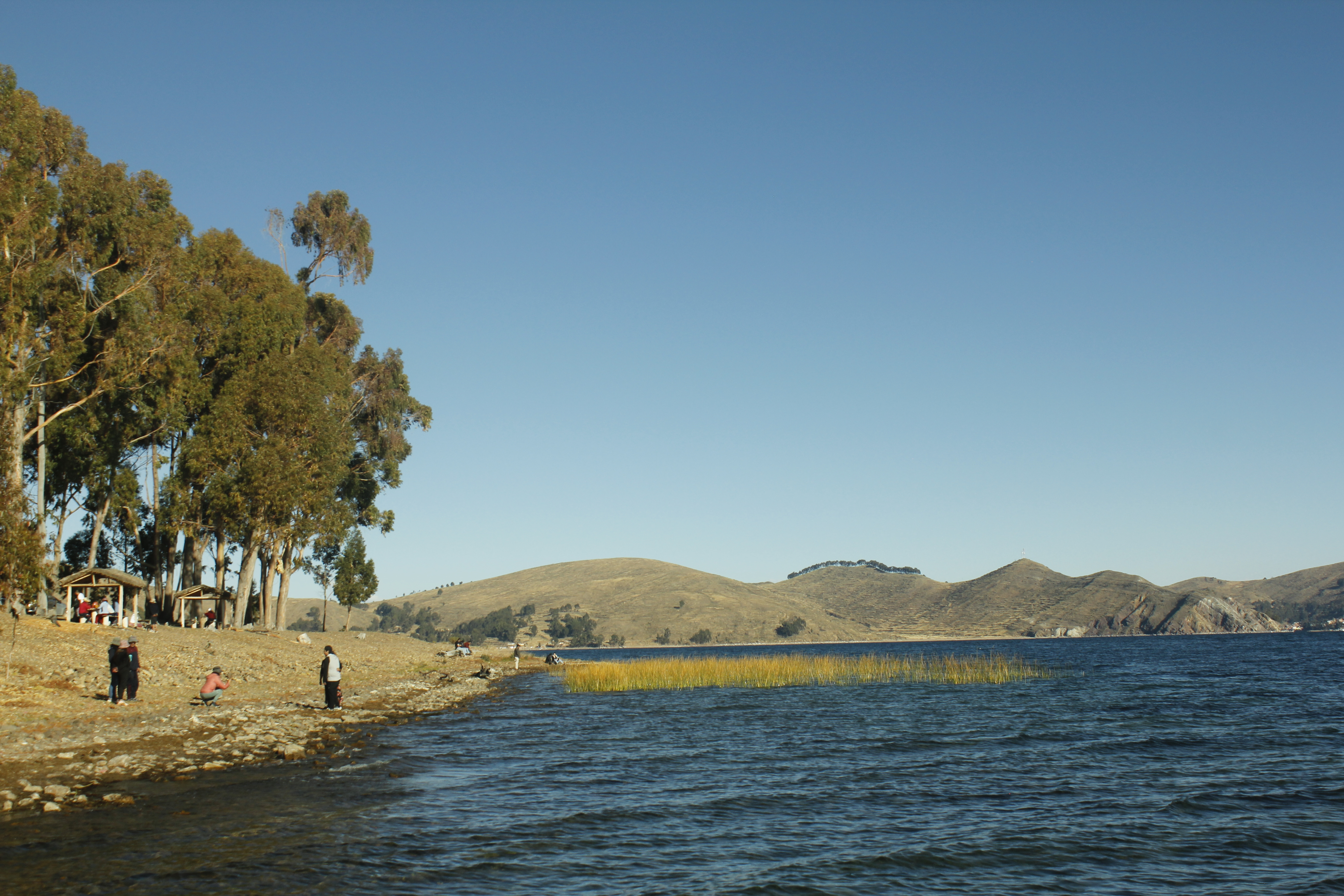
Árboles en la playa de Chucuito. Muchos proceden de un programa de forestación promovido por el ingeniero agrónomo Juan Lino Aramayo en 1918

## Historia
Durante la reorganización territorial impulsada por el gobierno colonial en el siglo XVIII, en 1776 se creó el Virreinato del Río de la Plata, que incluyó el territorio de la Audiencia de Charcas, antes dependiente del Virreinato del Perú. Este proceso generó diversas fundaciones y reestructuraciones administrativas para mejorar el control tributario en regiones alejadas. En este contexto, en 1778 se gestionó la división de Achacachi y la creación del nuevo curato de Santiago de Huata, formalizado en 1779. Dicho curato abarcaba extensas zonas, incluyendo la comunidad de Cocotoni.

A partir de 1918, en el pueblo de Santiago de Huata se inició un proceso de forestación promovido por el ingeniero agrónomo Juan Lino Aramayo. Este proceso incentivó la plantación de especies forestales en las haciendas de la región, entre ellas Cocotoni, lo que contribuyó a modificar su paisaje y a mejorar las condiciones ambientales de la zona. 

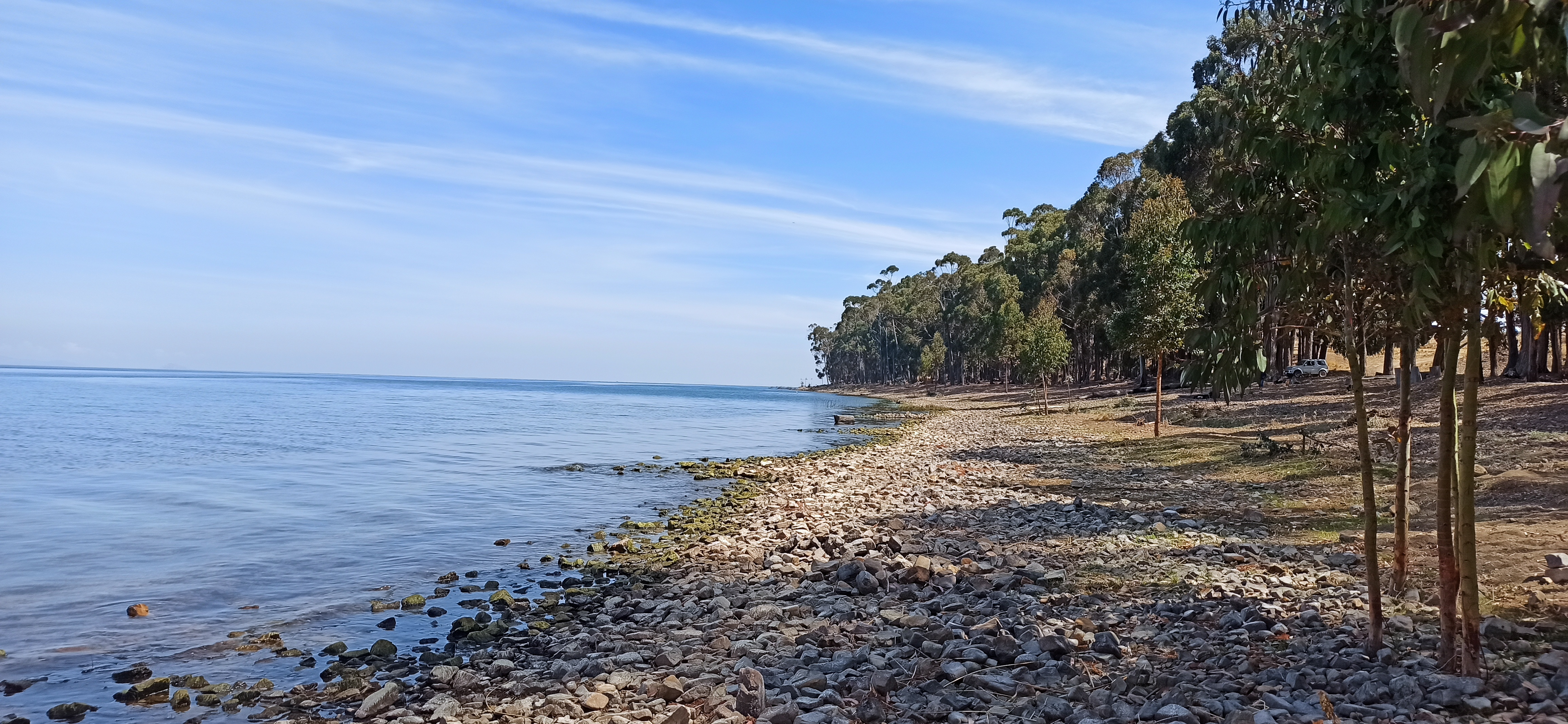
Playa de Chucuito

## Potencial turístico
En las cercanías de Cocotoni se encuentra la península de Chucuito, un atractivo turístico donde se puede realizar senderismo. Tiene un bosque que data del año 1918 y rodea las orillas lago Titicaca y cuenta con sitios construidos para poder descansar. La comunidad cuenta con una escuela, un centro de salud y un muelle con la finalidad de recibir y transportar personas, tanto locales como turistas. 

## Véase también

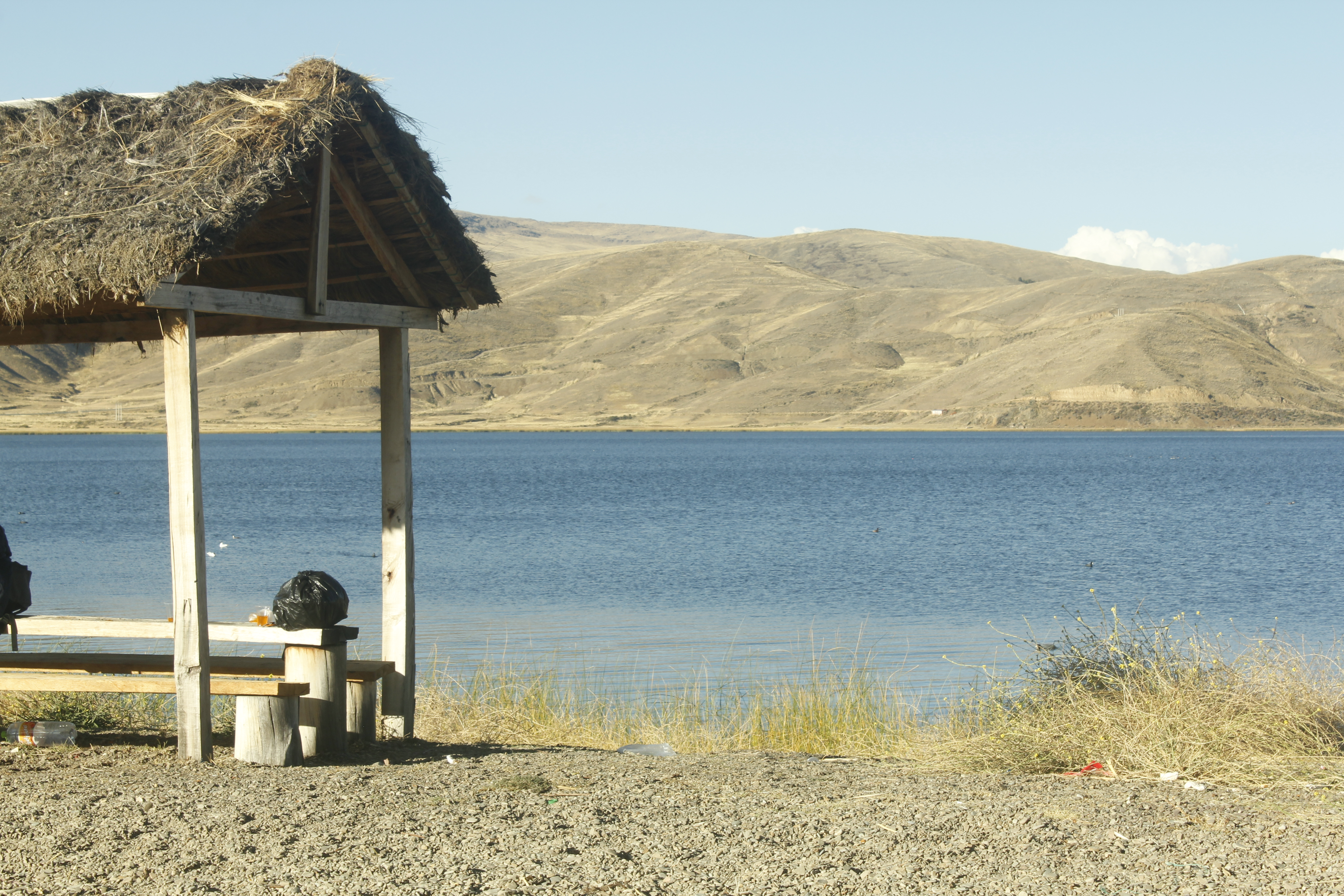
Mobiliario construido para los visitantes en la playa de Chucuito